# Pseudopallene inflata
Pseudopallene inflata är en havsspindelart som beskrevs av George William Staples 2005. Pseudopallene inflata ingår i släktet Pseudopallene och familjen Callipallenidae. Inga underarter finns listade i Catalogue of Life.